# 코코플럼
코코플럼(영어: coco plum, 학명: Chrysobalanus icaco 크리소발라누스 이카코[*])는 코코플럼과의 상록 관목이다. 생태형은 해안에서 자라는 이카코(icaco)형과 내륙에서 자라는 내염성이 낮고 키가 큰 펠로카르푸스(pellocarpus)형으로 나뉘는데, 아종이나 변종으로 보아야 하는지에 관해서는 여러 식물분류학자 사이에 합의가 형성되지 않았다. 열매와 씨를 식용한다.

## 분포
아프리카와 아메리카의 열대 지역에 분포한다. 원산지는 서아프리카(가나, 감비아, 기니, 기니비사우, 나이지리아, 라이베리아, 베냉, 세네갈, 시에라리온, 코트디부아르, 토고), 중앙아프리카(가봉, 적도 기니, 중앙아프리카 공화국, 카메룬, 콩고 공화국, 콩고 민주 공화국), 남아프리카(앙골라, 잠비아), 북아메리카(미국, 멕시코), 카리브 제도(도미니카 공화국, 바하마, 자메이카, 케이맨 제도, 쿠바, 트리니다드 토바고, 푸에르토리코), 중앙아메리카(과테말라, 니카라과, 벨리즈, 엘살바도르, 온두라스, 코스타리카, 파나마), 남아메리카(가이아나, 베네수엘라, 브라질, 수리남, 에콰도르, 콜롬비아, 프랑스령 기아나)이다.

## 특징

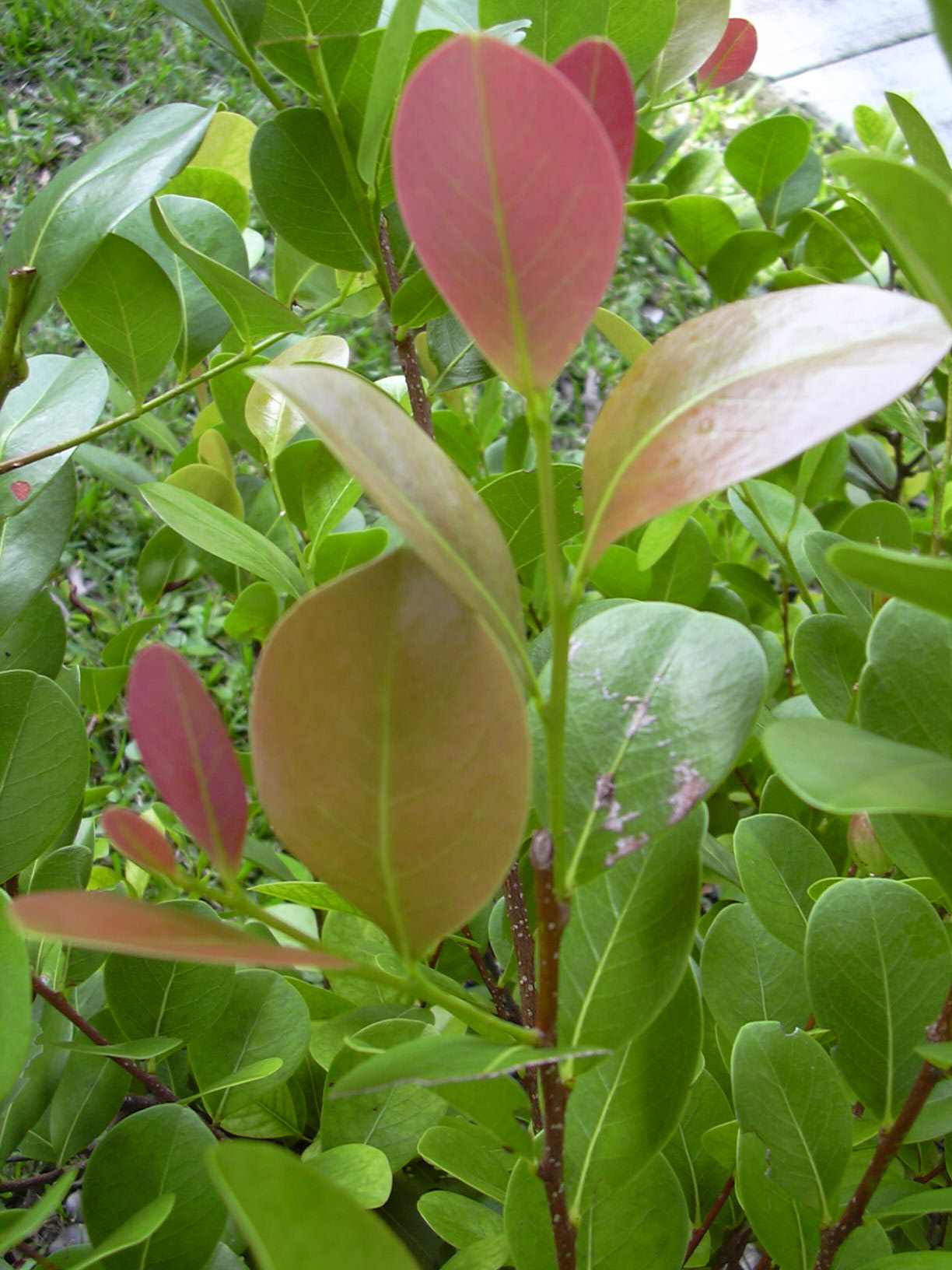
잎
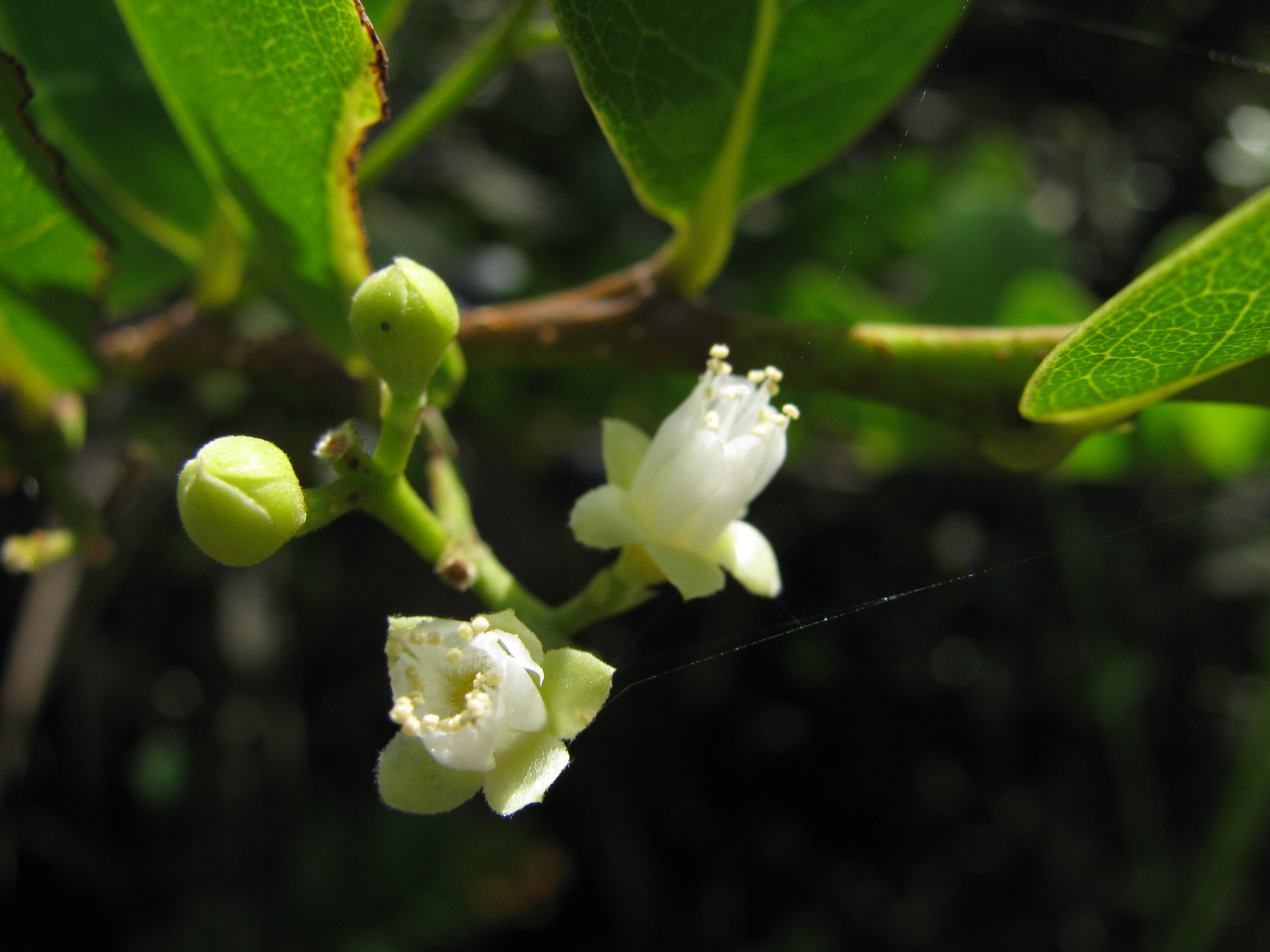
꽃
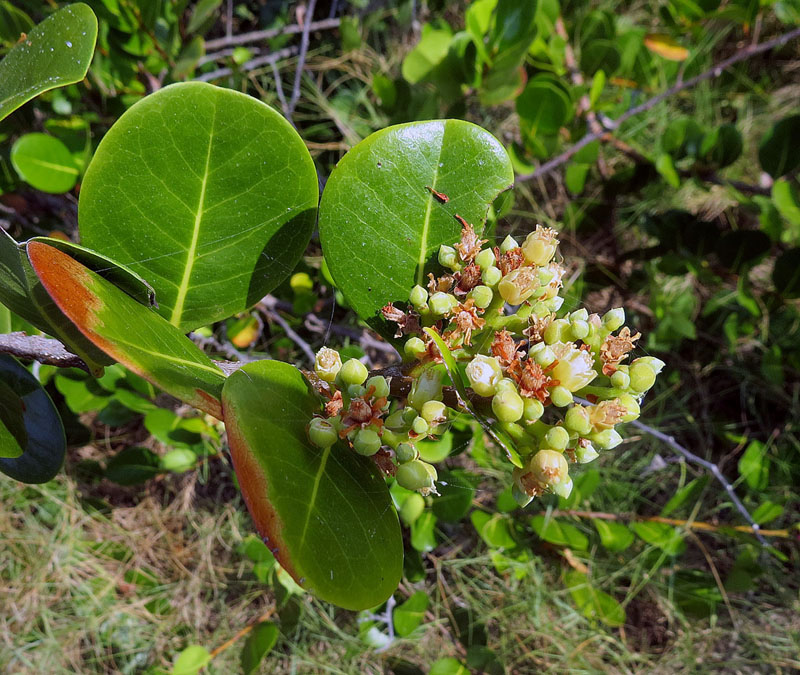
꽃
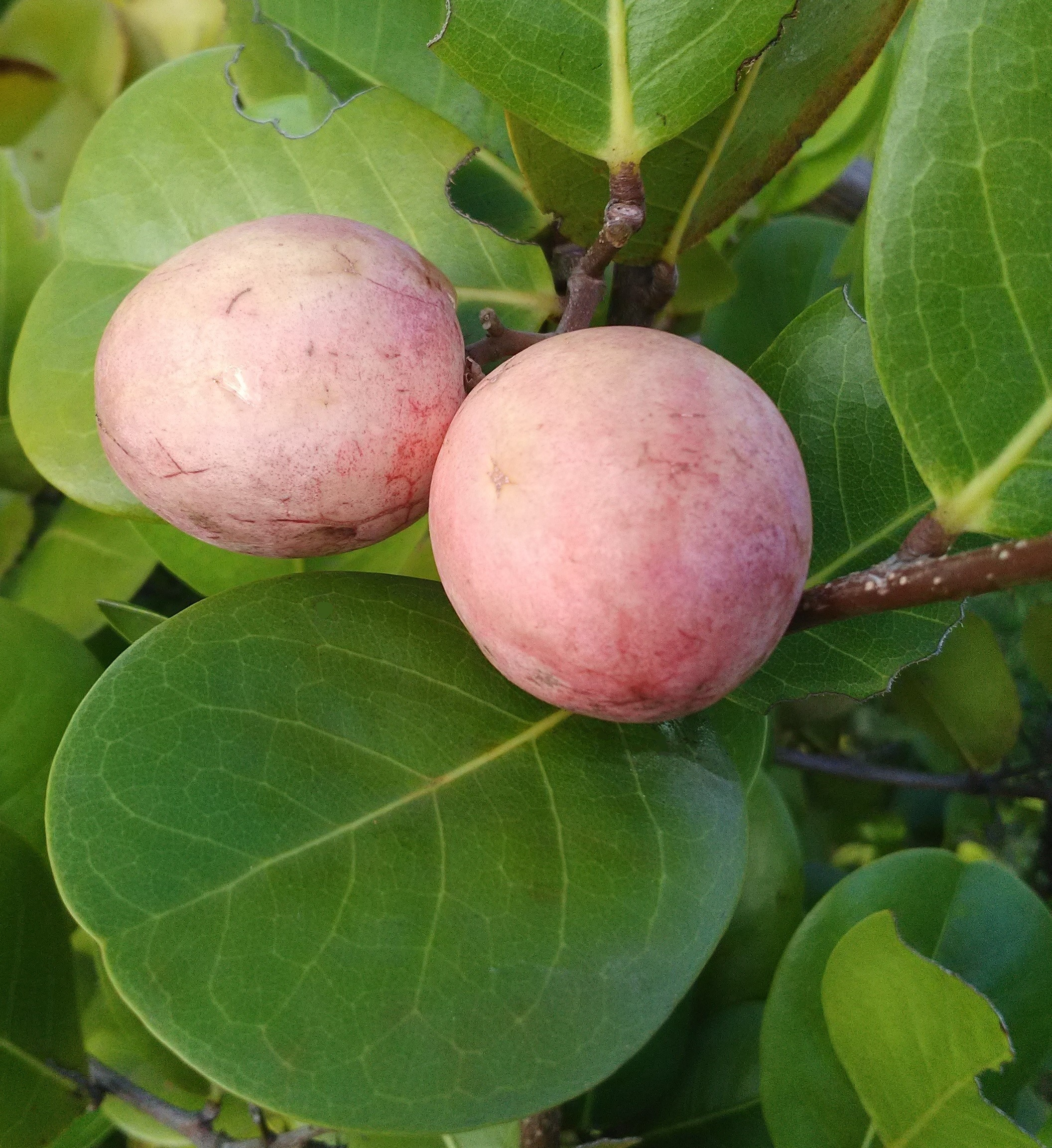
열매

## 종내 분류군
- Chrysobalanus icaco subsp. atacorensis (A.Chev.) F.White